# Germán Garmendia
Germán Alejandro Garmendia Aranis (phát âm tiếng Tây Ban Nha: [xeɾˈman aleˈxandɾo ɣaɾˈmendja aˈɾanis]; sinh ngày 25 tháng 4 năm 1990), thường được biết đến với kênh YouTube của anh là HolaSoyGerman và JuegaGerman, là một người dùng YouTube người Chile, diễn viên hài, nhạc sĩ, ca sĩ, và nhà văn. Anh đã sản xuất nhiều bài hát cùng với ban nhạc Ancud, tất cả đều có trên YouTube và Spotify. Cuốn sách của anh là #Chupaelperro đã xuất hiện tại nhiều cửa hàng tại Mỹ Latinh và Tây Ban Nha vào ngày 28 tháng 4 năm 2016. Các kênh của anh hiện đang đứng thứ 2 và 17 trên YouTube, có tổng cộng hơn 50 triệu người đăng ký. Cũng như là kênh YouTube đứng thứ 2, kênh chính của anh ấy, HolaSoyGerman, là kênh YouTube có số lượt đăng ký nhiều nhất trong tiếng Tây Ban Nha. Hơn nữa, anh là người dùng YouTube đầu tiên có được hai nút Diamond Play Buttons (để đạt được 40 triệu người đăng ký trong hai kênh của mình). Anh cũng đã nói tiếng Tây Ban Nha trong Kỷ băng hà: Trời sập khi vào vai Julian.

## Cuộc sống và sự nghiệp YouTube
Garmendia sinh ngày 25 tháng 4 năm 1990 ở Chile. Năm ba tuổi, cha anh qua đời trong một tai nạn xe gần ngày Lễ Giáng Sinh. Germán có một người anh trai tên là Diego, người mà anh đã sống riêng biệt trong thời thơ ấu cho họ đoàn tụ ở Los Vilos. Anh đã rất quan tâm đến âm nhạc từ khi còn nhỏ, và khi anh 13 tuổi, anh đã thành lập một ban nhạc với anh trai là Zudex. Garmendia đã tải video đầu tiên lên YouTube vào năm 2011 sau khi anh được bạn bè khuyến khích.
Năm 2013, anh bị buộc tội sử dụng các chương trình gian lận để thu hút lượt đăng ký. Anh đã làm một video tuyên bố anh không sử dụng các chương trình gian lận như vậy.
Vào tháng 2 năm 2017, kênh YouTube của anh HolaSoyGerman. đã có hơn 31 triệu người đăng ký, trở thành kênh YouTube đứng thứ hai sau PewDiePie, và có số lượt đăng ký nhiều nhất trong tiếng Tây Ban Nha.
Vào tháng 8 năm 2014 và 2015, anh đã đoạt giải "Icon of the Year" từ MTV Millennial Awards 2014. Anh đã xuất hiện ngắn trên YouTube Rewind và xuất hiện dài trong các năm 2015 và 2016 do anh đã có bao nhiêu hoàn thành trong suốt năm đó.

## Đóng phim
| Năm  | Tên phim                                 | Vai    |
| ---- | ---------------------------------------- | ------ |
| 2016 | Kỷ băng hà: Trời sập (Tiếng Tây Ban Nha) | Julian |

## Sách
Cuốn sách của Garmendia có tên là "#ChupaElPerro".

## Sự cố ở Mexico
Vào tháng 4 năm 2014, Garmendia được lên kế hoạch xuất hiện tại Telmex Digital Village ở Zócalo, Thành phố México. Sự kiện này đã trải qua một số người tham dự quá nhiều, và nhiều người chờ đợi để xem Garmendia ngất đi vì bị tiếp xúc với nhiệt và phải di tản. Cuối cùng, đám đông trở nên bất tử, với những người tham dự buộc phải vượt qua các rào cản và vào khu vực lều bạt, gây ra nhiều chấn thương. Mười người bị thương khi một thành phần ánh sáng rơi vào đám đông. Sau khi an ninh giành lại quyền kiểm soát tình hình, đám đông đã được giải tán và sự kiện của Garmendia đã bị hủy bỏ. Sau đó, anh đã bày tỏ lời chia buồn với người hâm mộ về sự việc.